# Amphoe Wang Chan
Amphoe Wang Chan (Thai: อำเภอ วังจันทร์) ist ein Landkreis (Amphoe – Verwaltungs-Distrikt) im nördlichen Teil der Provinz Rayong. Die Provinz Rayong liegt im Osten der Zentralregion von Thailand.

## Geographie
Benachbarte Distrikte (von Osten im Uhrzeigersinn): die Amphoe Khao Chamao, Klaeng, Mueang Rayong, Ban Khai und Amphoe Pluak Daeng der Provinz Rayong, sowie die Amphoe Nong Yai und Bo Thong der Provinz Chonburi.

## Geschichte
Der Landkreis Wang Chan wurde am 6. November 1977 zunächst als „Zweigkreis“ (King Amphoe) eingerichtet, indem die beiden Tambon Chum Saeng und Wang Chan vom Amphoe Klaeng abgetrennt wurden. 
Am 19. Juli 1991 bekam er den vollen Amphoe-Status.

## Verwaltung

### Provinzverwaltung
Der Landkreis Wang Chan ist in vier Tambon („Unterbezirke“ oder „Gemeinden“) eingeteilt, die sich weiter in 29 Muban („Dörfer“) unterteilen.
| Nr. | Name          | Thai      | Muban | Einw. |
| --- | ------------- | --------- | ----- | ----- |
| 01. | Wang Chan     | วังจันทร์    | 06    | 4.123 |
| 02. | Chum Saeng    | ชุมแสง     | 08    | 8.978 |
| 03. | Pa Yup Nai    | ป่ายุบใน    | 08    | 7.219 |
| 04. | Phlong Ta Iam | พลงตาเอี่ยม | 07    | 5.493 |

### Lokalverwaltung
Es gibt eine Kommune mit „Kleinstadt“-Status (Thesaban Tambon) im Landkreis:
- Chum Saeng (Thai: เทศบาลตำบลชุมแสง) bestehend aus den Teilen der Tambon Chum Saeng, Phlong Ta Iam.

Außerdem gibt es vier „Tambon-Verwaltungsorganisationen“ (องค์การบริหารส่วนตำบล – Tambon Administrative Organizations, TAO)
- Wang Chan (Thai: องค์การบริหารส่วนตำบลวังจันทร์) bestehend aus dem kompletten Tambon Wang Chan.
- Chum Saeng (Thai: องค์การบริหารส่วนตำบลชุมแสง) bestehend aus Teilen des Tambon Chum Saeng.
- Pa Yup Nai (Thai: องค์การบริหารส่วนตำบลป่ายุบใน) bestehend aus dem kompletten Tambon Pa Yup Nai.
- Phlong Ta Iam (Thai: องค์การบริหารส่วนตำบลพลงตาเอี่ยม) bestehend aus Teilen des Tambon Phlong Ta Iam.